# ایون یوسف مارتین اوسیه
ایون یوسف مارتین اوسیه (دانمارکی: Ivan Joseph Martin Osiier; ۱۶ دسامبر ۱۸۸۸ – ۲۳ سپتامبر ۱۹۶۵) شمشیرباز اهل دانمارک بود.